# Robert Wilson (roddare)
Robert Andrew Wilson, född 14 oktober 1935 i Kamloops i British Columbia, är en kanadensisk före detta roddare.
Wilson blev olympisk silvermedaljör i åtta med styrman vid sommarspelen 1956 i Melbourne.